# Bassirou Compaoré
Bassirou Compaoré (Ouagadougou, 23 aprile 1988) è un calciatore burkinabé, attaccante dello Struga.

## Carriera

### Club
Ha giocato nella prima divisione burkinabé, in quella marocchina, in quella tunisina ed in quella macedone.

### Nazionale
Nel 2017 ha esordito in nazionale.

## Statistiche

### Presenze e reti nei club
Statistiche aggiornate al 3 marzo 2022.
| Stagione             | Squadra              | Campionato           | Campionato | Campionato | Coppe nazionali | Coppe nazionali | Coppe nazionali | Coppe continentali | Coppe continentali | Coppe continentali | Altre coppe | Altre coppe | Altre coppe | Totale | Totale |
| Stagione             | Squadra              | Comp                 | Pres       | Reti       | Comp            | Pres            | Reti            | Comp               | Pres               | Reti               | Comp        | Pres        | Reti        | Pres   | Reti   |
| -------------------- | -------------------- | -------------------- | ---------- | ---------- | --------------- | --------------- | --------------- | ------------------ | ------------------ | ------------------ | ----------- | ----------- | ----------- | ------ | ------ |
| 2017-gen. 2018       | IR Tanger            | BP                   | 10         | 0          |                 | -               | -               |                    | -                  | -                  |             | -           | -           | 10     | 0      |
| gen.-mag. 2018       | CA Khénifra          | BP                   | 15         | 4          |                 | -               | -               |                    | -                  | -                  |             | -           | -           | 15     | 4      |
| 2018-2019            | Club Africain        | CLP-1                | 6          | 0          |                 | -               | -               | CCL                | 3                  | 1                  |             | -           | -           | 9      | 1      |
| 2019-2020            | Club Africain        | CLP-1                | 26         | 8          | CT              | 2               | 0               |                    | -                  | -                  |             | -           | -           | 28     | 8      |
| 2020-2021            | Club Africain        | CLP-1                | 19         | 3          | CT              | 2               | 0               |                    | -                  | -                  |             | -           | -           | 21     | 3      |
| Totale Club Africain | Totale Club Africain | Totale Club Africain | 51         | 11         |                 | 4               | 0               |                    | 3                  | 1                  |             | -           | -           | 58     | 12     |
| 2021-gen. 2022       | Rayo Majadahonda     | PDR                  | 2          | 0          |                 | -               | -               |                    | -                  | -                  |             | -           | -           | 2      | 0      |
| gen.-mag. 2022       | Tudelano             | PDR                  | 4          | 0          |                 | -               | -               |                    | -                  | -                  |             | -           | -           | 4      | 0      |
| Totale carriera      | Totale carriera      | Totale carriera      | 82         | 15         |                 | 4               | 0               |                    | 3                  | 1                  |             | -           | -           | 89     | 16     |

### Cronologia presenze e reti in nazionale
| Cronologia completa delle presenze e delle reti in nazionale ― Burkina Faso | Cronologia completa delle presenze e delle reti in nazionale ― Burkina Faso | Cronologia completa delle presenze e delle reti in nazionale ― Burkina Faso | Cronologia completa delle presenze e delle reti in nazionale ― Burkina Faso | Cronologia completa delle presenze e delle reti in nazionale ― Burkina Faso | Cronologia completa delle presenze e delle reti in nazionale ― Burkina Faso | Cronologia completa delle presenze e delle reti in nazionale ― Burkina Faso | Cronologia completa delle presenze e delle reti in nazionale ― Burkina Faso |
| Data                                                                        | Città                                                                       | In casa                                                                     | Risultato                                                                   | Ospiti                                                                      | Competizione                                                                | Reti                                                                        | Note                                                                        |
| --------------------------------------------------------------------------- | --------------------------------------------------------------------------- | --------------------------------------------------------------------------- | --------------------------------------------------------------------------- | --------------------------------------------------------------------------- | --------------------------------------------------------------------------- | --------------------------------------------------------------------------- | --------------------------------------------------------------------------- |
| 21-5-2017                                                                   | Cotonou                                                                     | Benin                                                                       | 2 – 2                                                                       | Burkina Faso                                                                | Amichevole                                                                  | -                                                                           | 80’                                                                         |
| 2-6-2017                                                                    | Santiago del Cile                                                           | Cile                                                                        | 3 – 0                                                                       | Burkina Faso                                                                | Amichevole                                                                  | -                                                                           | 39’ 81’                                                                     |
| 8-9-2018                                                                    | Nouakchott                                                                  | Mauritania                                                                  | 2 – 0                                                                       | Burkina Faso                                                                | Qual. Coppa d'Africa 2019                                                   | -                                                                           | 64’                                                                         |
| Totale                                                                      |                                                                             | Presenze                                                                    | 3                                                                           |                                                                             | Reti                                                                        | 0                                                                           |                                                                             |

## Palmarès

### Club

#### Competizioni nazionali
- Campionato macedone: 1

Struga: 2023-2024